# Paul Laverty
Paul Laverty (Calcutta, 1957) è uno sceneggiatore e avvocato britannico, nato in India da padre scozzese e da madre irlandese.

## Biografia
Uno dei principali collaboratori di Ken Loach, per il regista inglese ha scritto numerose sceneggiature tra cui quella di Sweet Sixteen per cui vinse il Premio per la miglior sceneggiatura al Festival di Cannes 2002. Ha scritto anche la sceneggiatura di También la lluvia della regista spagnola Icíar Bollaín.

## Filmografia
- La canzone di Carla (Carla's Song) (1996)
- My Name Is Joe (1998)
- Bread and Roses (2000)
- Sweet Sixteen (2002)
- 11 settembre 2001 (11'09'01) (segmento Regno Unito - 2002)
- Un bacio appassionato (Ae Fond Kiss...) (2004)
- Tickets (2005)
- Il vento che accarezza l'erba (The Wind That Shakes The Barley) (2006)
- In questo mondo libero... (It's a Free World...) (2007)
- Il mio amico Eric (Looking for Eric) (2009)
- L'altra verità (Route Irish) (2010)
- La parte degli angeli (The Angels' Share) (2012)
- Jimmy's Hall - Una storia d'amore e libertà (2014)
- Io, Daniel Blake (I, Daniel Blake) (2016)
- El olivo, scenografia (regia di Icíar Bollaín) (2016)
- Yuli - Danza e libertà (Yuli), regia di Icíar Bollaín (2018)
- Sorry We Missed You (2019)
- The Old Oak (2023)